# Disruptivní inovace
Disruptivní inovace nebo disruptivní technologie (případně nespojitá inovace) je označení pro radikální změnu technologie, která překonává a vytlačuje technologii stávající. Aplikací jiných hodnot se tak vytváří nový trh, který ve svém konečném důsledku dohání trh existující (např. e-mail byl disruptivní inovací poštovních dopisů, telefony byly disruptivní inovací telegrafů aj.). Autorem označení je americký profesor Clayton M. Christensen z Harvard Business School, který tento pojem popsal poprvé v roce 1997 ve své práci "The Innovator's Dilemma".

## Terminologie
Adjektivum disruptivní pochází z anglického slova disruption, které obecně překládáme jako roztržení, prasknutí nebo rozlomení – v tomto kontextu můžeme disrupci také chápat jako „něco převratného“.
Profesor Christensen nejdříve použil pojem disruptivní technologie, od něhož později přešel k označení disruptivní inovace, kterou chápal jako způsob implementace disruptivní technologie – za převratné nepokládal samotné technologie jako spíš způsob jejich implementace. Profesor Zbyněk Pitra užívá pro disruptivní inovaci také výraz nespojitý – čili nespojitá inovace. Dle jeho slov nespojitá inovace narušuje lineární vývoj firemních produktů a vytváří nový počátek.[zdroj?]

## Produkty Applu a mikromobilita
Jedním z těch, kdo s tímto konceptem pracují, je také žák Claytona Christensena Horace Dediu. Ten aplikoval koncept disruptivní technologie především na iPhone a další produkty firmy Apple. Zhruba od roku 2017 pak mluví o disruptivní technologii ve spojitosti s rychlým rozvojem mikromobility. Lehké užitkové dopravní prostředky jsou v jeho pojetí disruptorem především ve vztahu k individuální automobilové dopravě.[zdroj?]